# کاربولووو
کاربولووو (به صربی: Karbulovo) یک منطقهٔ مسکونی در صربستان است که در نگوتین واقع شده‌است. کاربولووو ۵۲۰ نفر جمعیت دارد.